# Will Chambers
William Chambers (nacido el 26 de mayo de 1988 en Brisbane) es un exfutbolista australiano de rugby league y rugby union que jugó por última vez para los LA Giltinis en la Major League Rugby (MLR) en los Estados Unidos. Después de ganar dos títulos con los Melbourne Storm, se retiró de la NRL de Australia en 2021.
Anteriormente jugó para los Melbourne Storm y los Cronulla-Sutherland Sharks en la National Rugby League, así como para el equipo nacional de Australia en rugby league a nivel internacional. Había jugado toda su carrera en la NRL hasta el final de la temporada 2019 con los Storm, ganando las Grand Finals de 2012 y 2017 con ellos. También ha jugado para el equipo de Queensland en la State of Origin Series, el Prime Minister's XIII y los Indigenous All Stars.
Chambers también jugó rugby union para los Queensland Reds, Munster y Suntory Sungoliath.

## Primeros años
Chambers nació en Brisbane, Queensland, Australia en una familia de Indígenas australianos (Yolngu), pero se mudó a la remota ciudad de Nhulunbuy, en el Territorio del Norte, a los 2 años de edad.
Comenzó a jugar fútbol junior en Nhulunbuy en la competición de Northern Territory Rugby League. A los 13 años, regresó a Brisbane y jugó fútbol escolar para el St Joseph's College, Nudgee. Como escolar, Chambers fue contratado por los Melbourne Storm para competir en la National Rugby League a partir de 2006.

## Carrera

### Rugby League

#### 2007 - 2009: Melbourne Storm

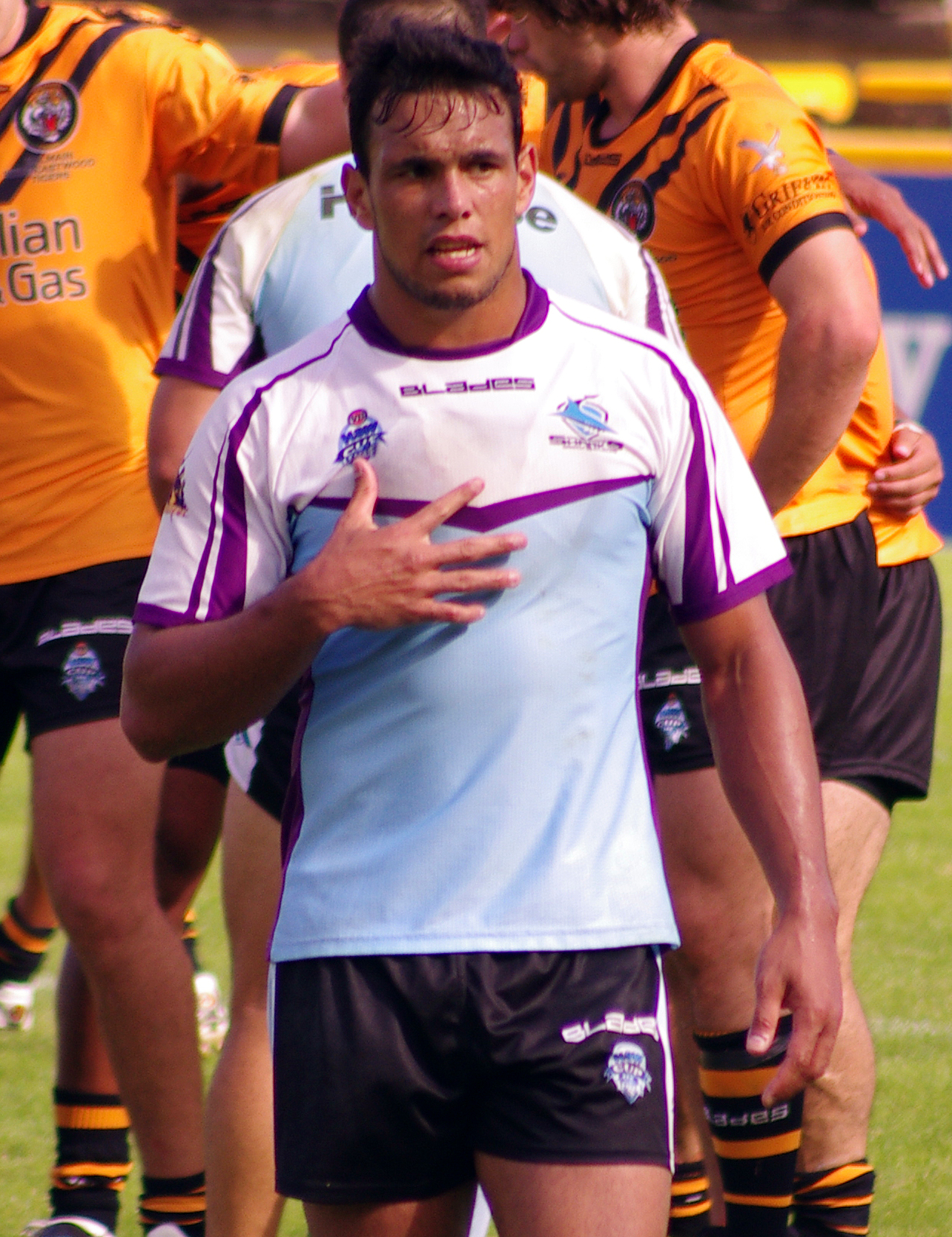
Chambers jugando NSW Cup para Cronulla

La carrera sénior de Will Chambers comenzó con los Melbourne Storm en la NRL. Su posición habitual es como centrocampista o wings. Chambers también jugó para los Brisbane Norths en la Queensland Cup. Cuando Matt King dejó los Melbourne Storm después de su victoria en la 2007 NRL Grand Final, nombró al novato Will Chambers como el hombre para ocupar su lugar.
El último juego de Chambers para Melbourne en este período fue la victoria en la 2009 NRL Grand Final contra los Parramatta Eels. Este título de campeonato fue posteriormente retirado debido a infracciones del tope salarial por parte de los Melbourne Storm.

#### 2012 - 2019: Melbourne Storm
Se reincorporó a los Melbourne Storm en 2012 y jugó su primer partido el 25 de marzo de 2012 contra los Sydney Roosters, en el cual anotó un try. Un regreso exitoso fue celebrado al anotar un triplete contra los New Zealand Warriors.
Al ser parte del equipo ganador de la 2012 NRL Grand Final, Chambers se unió a Peter Ryan, Brad Thorn y Sonny Bill Williams en ganar títulos de la NRL y Super Rugby (aunque no jugó en la final de Super Rugby). Chambers ganó su título en años consecutivos después de ganar con los Queensland Reds en 2011.
En 2013, jugó en la victoria de Melbourne en la World Club Challenge contra los Leeds.
Chambers fue llamado al equipo de Queensland para la 2014 State of Origin series como el hombre número 18 para los dos primeros juegos. Sin embargo, con la lesión de Brent Tate en el segundo juego, quedó vacante la posición de ala para que Chambers hiciera su debut en Origin en el Suncorp Stadium en el Juego Tres.
En la pretemporada de 2015, Chambers capitaneó los Melbourne Storm en los NRL Auckland Nines. También fue seleccionado para los Indigenous All Stars en el 2015 All Stars match en la Costa Dorada.
Después de un gran comienzo en la temporada 2015 de la NRL, Chambers se convirtió en el jugador número 800 de los Australian Kangaroos. Hizo su debut en el centro contra los New Zealand Kiwis en el 2015 Anzac Test en el Suncorp Stadium.
En la temporada 2016 de la NRL, Chambers fue parte del equipo de Melbourne que ganó la Minor Premiership y llegó a la final contra los Cronulla-Sutherland, pero fueron derrotados 14-12 en el ANZ Stadium, con Chambers anotando un try en la segunda mitad del partido.
En la temporada 2017 de la NRL, Melbourne nuevamente ganó la Minor Premiership y llegó a la final contra los North Queensland, donde ganaron el partido 34-6 en el ANZ Stadium.
En la temporada 2018 de la NRL, Melbourne terminó segundo en la tabla y llegó a la final de 2018 contra los Sydney Roosters. Melbourne fue derrotado 21-6 en la final y Chambers estuvo involucrado en un incidente con el jugador de los Roosters, Latrell Mitchell, durante el partido, donde Chambers fue empujado contra la valla publicitaria por Mitchell. Esto fue una culminación de una rivalidad entre los dos jugadores que había comenzado a principios de año durante la 2018 State of Origin series.
En la temporada 2019 de la NRL, Chambers anotó siete tries en 23 partidos para Melbourne. Su último partido para Melbourne fue una derrota 14-10 contra los Sydney Roosters en la final preliminar.

#### 2011: Munster
Chambers firmó con el equipo del Pro12 y antiguo campeón europeo Munster en septiembre de 2011 con un contrato a corto plazo. Llegó para unirse a Munster en octubre de 2011. Jugó para Munster A contra Connacht A el 21 de octubre de 2011. Hizo su debut completo con Munster contra Aironi el 28 de octubre de 2011. Hizo su debut en la Heineken Cup para Munster contra Northampton Saints el 12 de noviembre de 2011. Chambers anotó su primer try para Munster exactamente una semana después, en su segundo partido del Grupo Uno fuera de casa contra Castres Olympique. Fue incluido en el equipo de Munster A para jugar contra Ulster Ravens en la British and Irish Cup el 20 de enero de 2012. Este fue anunciado como el último partido de Chambers para Munster, ya que regresaría a Australia para asumir un contrato con el equipo de rugby league Melbourne Storm. Munster A ganó el partido 9-20, asegurando un lugar en las semifinales. En sus cuatro meses con Munster, Chambers hizo 8 apariciones para el equipo senior de Munster, incluyendo 3 partidos en la Heineken Cup, y anotó 1 try. También hizo 3 apariciones para Munster A.

#### 2020: Suntory Sungoliath
Tras la conclusión de la 2019 Melbourne Storm season, Chambers fue homenajeado en la noche anual de premios del club como uno de los jugadores que se despedían, confirmando los rumores de que dejaría la NRL. Chambers sería presentado más tarde por Suntory Sungoliath, que también contaba con los antiguos jugadores de Queensland Reds Sam Talakai, Hendrik Tui y Samu Kerevi en su plantilla.

#### 2022: LA Giltinis
Chambers regresó para un tercer período jugando rugby union, fichado por los 2021 campeones de la Major League Rugby LA Giltinis.

## Honores

### Melbourne Storm
- Ganadores de la 2009 NRL Grand Final
- Campeones de la 2012 NRL Grand Final
- Ganadores de la 2013 World Club Challenge
- Subcampeones de la 2016 NRL Grand Final
- Campeones de la 2017 NRL Grand Final
- Ganadores de la 2018 World Club Challenge
- Subcampeones de la 2018 NRL Grand Final